# Алфа Таури Ф1
Скудерија Алфа Таури (ита. La Scuderia AlphaTauri) или само Алфа Таури, до скоро познат као Скудерија Торо росо (Scuderia Toro Rosso), јесте назив другог Формула 1 тима који је у власништву аустријског произвођача напитака Ред була. Први тим је Ред бул рејсинг.
Алфа Таури учествује у Формула 1 такмичењу од 2006, а Ред бул рејсинг од 2005. године.

## Име
Алфа Таури је модни бренд који је основан 2016. године као проширење марке Ред Бул у модну индустрију. Име је преузетo од АлфаТаури, џиновске црвене звезде сазвежђа Бик, и одаје почаст оснивачкој компанији, Ред Бул. Седиште јој је у Салцбургу, Аустрија.
Реч Скудерија (итал. Scuderia) на италијанском значи штала, али се употребљава и за аутомобилистичке гараже. Тако имамо и назив Скудерија Ферари (итал. Scuderia Ferrari).

## Историја
Алфа Таури је настао након куповине тима Минарди од стране аустријске компаније и бившег аустријског возача Формуле 1, Герхарда Бергера, крајем 2005. године.
Један од купопродајних услова је био да база тима остане у месту Фаенца у Италији.
Аустријска компанија је одлучила и да да тиму ново, али ипак италијанско име Торо Росо.
Ред бул је већ поседовао један тим, Ред бул рејсинг, а улога тима Торо росо је била да обезбеди искуство за возаче за братски тим.
Од краја 2008. године компанија Ред бул је стопроцентни власник тима. Крајем 2019. тиму је одобрена промена имена у Алфа Таури.

## Резултати у Ф1
У сезони 2006. једино је Витантонијо Љуци успео да освоји 1 поен на Великој награди САД.
У сезони 2007. Торо росо је такође освојио бодове само на једној трци. Али, овога пута су оба возача била успешна на ВН Кине, Фетел 4. место, а Љуци 6.
Сезона 2008. је почело добро за Торо росо. Бурде је освојио поене на првој трци сезоне, ВН Аустралије.
Ређале су се добре вожње, поготову Себастијана Фетела, да би то имало круну на Великој награди Италије.
Тада је Фетел освојио прву гран при награду за себе и такође прву за свој тим.
Тиме је Фетел постао најмлађи освајач Велике награде Формуле 1.
Торо росо је сезону завршио са 39 поена на шестом месту у генералном поретку, једно место испред свог старијег брата Ред бул рејсинг тима.
Возачи у сезони 2009. су били Буеми и Бурде.

### 2022
Оба возача су задржана за сезону 2022.
Алфа Таури ће користити Хонда моторе са брендом Ред бул због накнадног преузимања Хондиног програма мотора због тога што је Хонда напустила Формулу 1 на крају сезоне 2021.

## Преглед резултата
| Сезона | Возачи                                                | Поени | Шк  |
| ------ | ----------------------------------------------------- | ----- | --- |
| 2006   | Витантонио Љуци, Скот Спид                            | 1     | 9.  |
| 2007   | Витантонио Љуци, Скот Спид, Себастијан Фетел          | 8     | 7.  |
| 2008   | Себастјен Бурде, Себастијан Фетел                     | 39    | 6.  |
| 2009   | Себастјен Буеми, Себастјен Бурде, Хаиме Алгерсуари    | 8     | 10. |
| 2010   | Себастјен Буеми, Хаиме Алгерсуари                     | 13    | 9.  |
| 2011   | Себастјен Буеми, Хаиме Алгерсуари                     | 41    | 8.  |
| 2012   | Данијел Рикардо, Жан-Ерик Верњ                        | 26    | 9.  |
| 2013   | Жан-Ерик Верњ, Данијел Рикардо                        | 33    | 8.  |
| 2014   | Жан-Ерик Верњ, Данил Квјат                            | 30    | 7.  |
| 2015   | Макс Верстапен, Карлос Саинз                          | 67    | 7.  |
| 2016   | Данил Квјат, Макс Верстапен, Карлос Саинз             | 63    | 7.  |
| 2017   | Пјер Гасли, Данил Квјат, Брендон Хартли, Карлос Саинз | 53    | 7.  |
| 2018   | Пјер Гасли, Брендон Хартли                            | 28    | 8.  |
| 2019   | Пјер Гасли, Алекс Албон, Данил Квјат                  | 85    | 6.  |
| 2020   | Пјер Гасли, Данил Квјат                               | 107   | 7.  |
| 2021   | Пјер Гасли, Јуки Цунода                               | 142   | 6.  |
| 2022   | Пјер Гасли, Јуки Цунода                               | 34*   | 9.* |

* - Сезона у току.